# Cecilia Ceccarelli
Cecilia Ceccarelli est une astronome et chimiste italienne spécialisée dans l'étude des proto-étoiles. Elle dirige ses recherches à l'Institut de planétologie et d'astrophysique de Grenoble depuis 2003, où elle est responsable du groupe WAGOS (Working Astronomical Group of Star Formation). Elle est membre de l'union astronomique internationale. Elle a reçu le prix Irène-Joliot-Curie en 2006 dans la catégorie femme scientifique de l'année pour ses recherches en astrochimie et plus particulièrement sur la formation des étoiles polaires